# Expedició Terra Nova

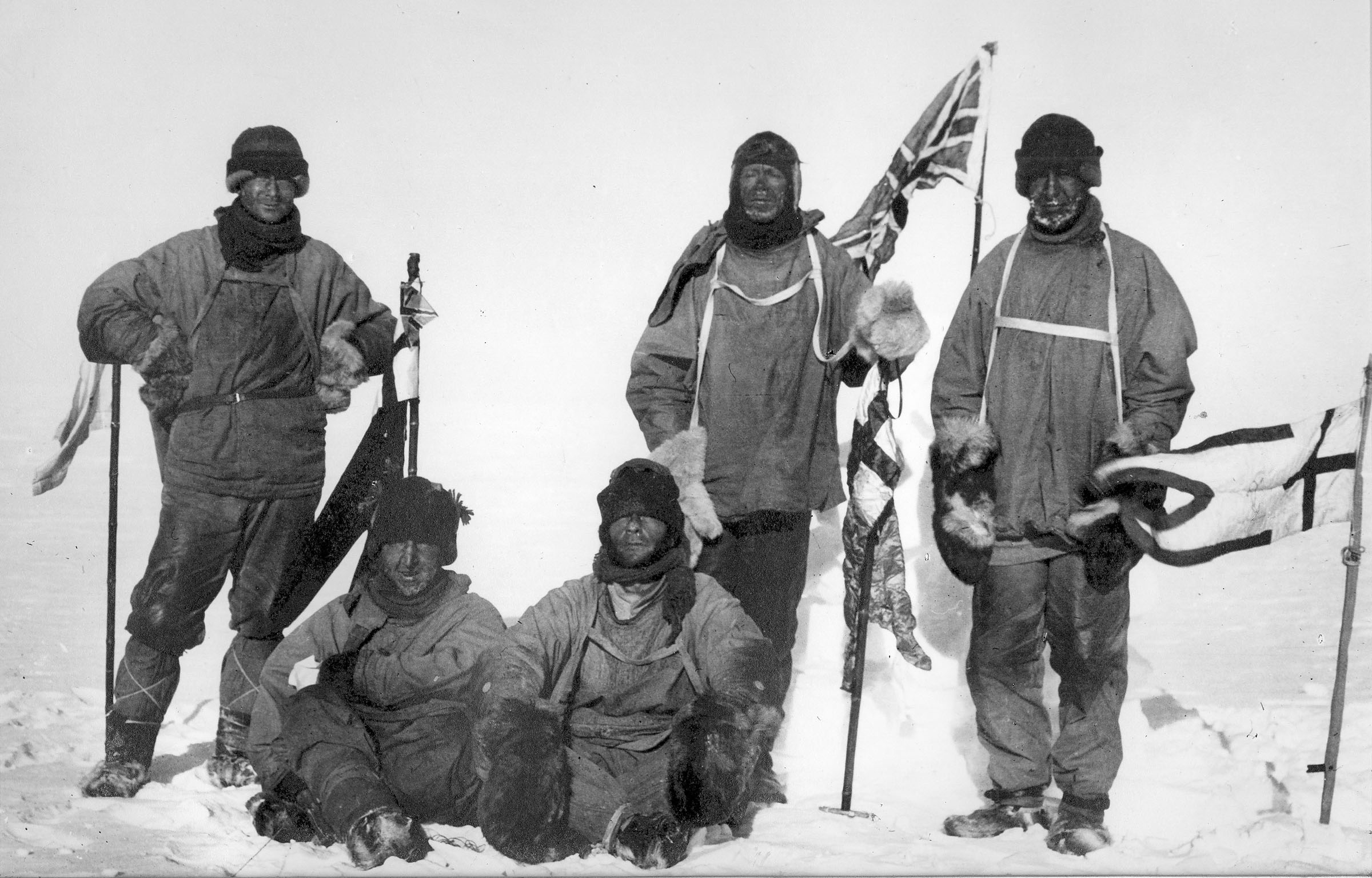
Tripulació de Scott al Pol Sud, 18 de gener de 1912. (d'esquerra a dreta): Wilson, Scott, Oates; (asseguts) Bowers, Edgar Evans

L'Expedició Terra Nova (1910–1913), oficialment «Expedició Britànica Antàrtica 1910», va ser liderada per Robert Falcon Scott, qui havia dirigit prèviament l'expedició Discovery a l'Antàrtida el 1901–1904. El nom popular de l'expedició prové del seu vaixell de subministrament, el Terra Nova.
L'objectiu principal, tal com l'expressava Scott al seu projecte, era «arribar al pol Sud i assegurar per a l'imperi Britànic l'honor d'aquesta conquesta». L'expedició tenia altres objectius: la recerca científica i l'exploració geogràfica i, tot i ser una aventura privada, tenia el vistiplau no oficial del govern britànic (que col·laborava amb la meitat dels costos), l'Almirallat i la Royal Geographical Society.
L'expedició tenia per a fer un programa científic complet, i explorava la terra de Victòria i les Muntanyes Transantàrtiques. No va ser possible l'intent d'exploració de la Terra del Rei Edward VII. Un viatge a Cap Crozier el juny–juliol de 1911 va ser el primer viatge amb trineu a les profunditats de l'hivern Antàrtic.

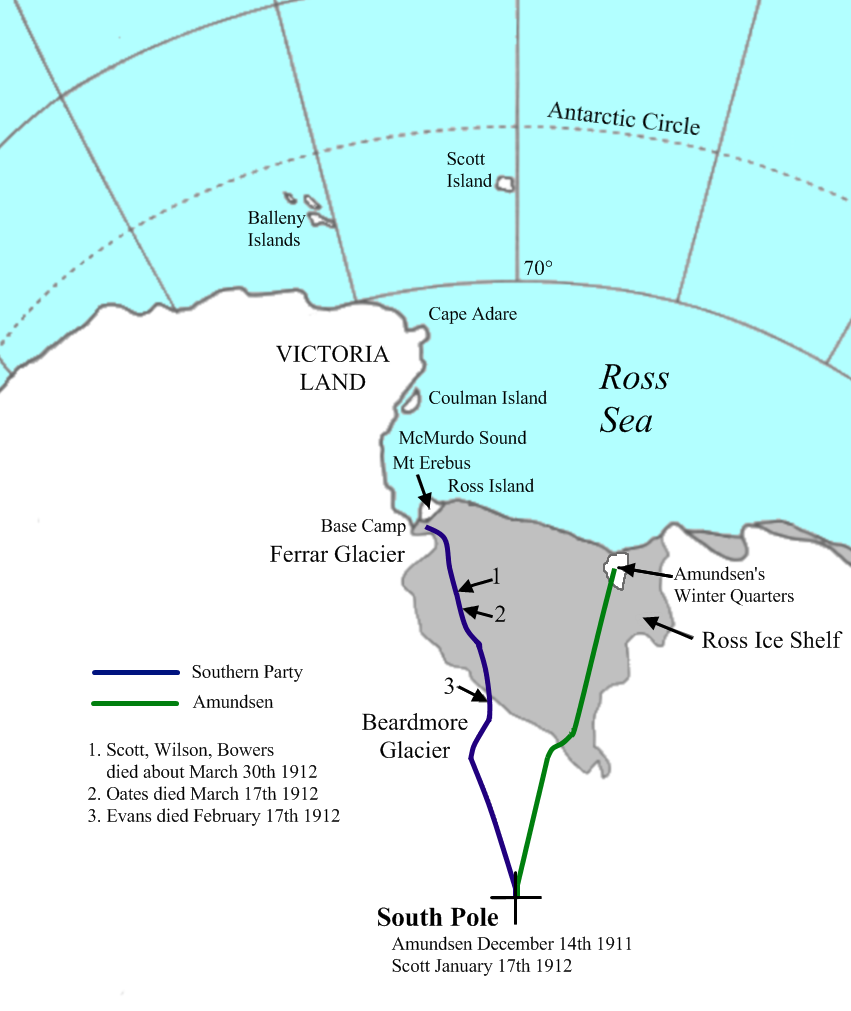
Mapa Antàrtic de l'àrea del mar de Ross, amb els viatges polars de l'Expedició Terra Nova (blau) i l'Expedició Amundsen (verd).

L'aparició a la zona de la tripulació noruega de Roald Amundsen en l'expedició que portava el seu nom, tornava l'expedició de Scott en una cursa per arribar els primers al pol Sud. El cos principal de l'expedició de Scott estava format per un equip de cinc homes que varen arribar al Pol Sud el 17 de gener de 1912, per trobar que el grup d'Amundsen els havia precedit.
Però l'èxit de la gesta d'Amundsen va quedar eclipsat per les morts de Scott i els seus companys en el viatge de retorn. Les seves anotacions recuperades vuit mesos més tard per una tripulació de recerca, varen permetre el coneixement i difusió de la seva història. Les vistes diferents s'han expressat sobre els factors que varen contribuir al desastre, i l'expedició és tema de controvèrsia, amb Scott com a personatge central a idolatrar o criticar.